# عمار بن خليف
عمار بن يخلف هو لاعب جودو جزائري من مواليد 11 كانون الثاني 1982م.

## إنجازاته
| العام | البطولة                   | المرتبة | صنف الوزن                 |
| ----- | ------------------------- | ------- | ------------------------- |
| 2008  | بطولة أفريقيا للجودو 2008 | الأول   | الوزن المتوسط (90 كغ)     |
| 2007  | الألعاب الأفريقية 2007    | الثاني  | الوزن المتوسط (90 كغ)     |
| 2006  | بطولة أفريقيا للجودو 2006 | الثالث  | الوزن المتوسط (90 كغ)     |
| 2004  | بطولة أفريقيا للجودو 2004 | الأول   | نصف الوزن المتوسط (81 كغ) |

## روابط خارجية
- عمار بن خليف على موقع الفيدرالية الدولية للجودو (الإنجليزية)
- عمار بن خليف على موقع JudoInside.com (الإنجليزية)
- عمار بن خليف على موقع AllJudo.net (الفرنسية)
- عمار بن خليف على موقع اللجنة الأولمبية الدولية (الإنجليزية)
- عمار بن خليف على موقع أوليمبيديا (الإنجليزية)